# 더 지
The Z (더 지) 또는 Veloce (벨로세) (본명: 송승욱, 1987년 11월 3일 ~)는 대한민국의 힙합 프로듀서 겸 DJ이다. 한때 3인조 Rimshot의 멤버로 활동하였으며, 현재는 다시 솔로 활동 중이다. 다른 이름으로는 Knockburn Garcia (녹번 가르시아)가 있다. 소속 크루는 불한당이다.

## 바이오그래피
The Z의 첫 활동은 Da Crew를 통해서였으며, 그들의 앨범 City of Soul에 스크래칭으로 참여한 것이다. 이들과 함께 그는 클럽 마스터플랜에서 활동하였으며, 그 인연으로 MP HIPHOP Project 2001 대박 등의 앨범에 참여하였고, 남사당패 크루의 일원으로 활동하기도 하였다.. 그러던 중 친분을 맺은 Macho와 DJ Skip의 《절충 프로젝트》 앨범에 참여하였으며, 이 계기로 한량사의 창립 멤버가 되었다. 여기서 그는 DJ Skip과 SKEZ라는 프로젝트 DJ 팀을 조직하여 Virus 등의 뮤지션과 콜라보를 이루곤 하였다.
한편으로 가리온, 절충 앨범 등에서 자신의 비트 기량을 뽐내던 그는, 곧 로우파이한 펑크 샘플을 잘 다루는 뮤지션으로 입지를 굳히게 되었고, 이 기대와 함께 2005년 첫 앨범을 발표하였다. 이후 한량사 안팎에서 여러 활동을 하였으며, 2007년에는 대팔, Dialogue와 함께 Rimshot을 결성하였다. 이들은 한량사 내에서 앨범을 준비하였으며, 한량사 해체 후 시니즈 엔터테인먼트로 자리를 옮겨 앨범을 준비, 2009년에 첫 앨범을 발표하였다. Rimshot은 이후 한 장의 앨범을 더 발표하였으나, 이후 Dialogue의 군입대로 활동이 중단되고 시니즈 엔터테인먼트와의 계약이 만료되면서 Rimshot은 잠정 해체에 들어갔다.
이후 The Z는 Veloce라는 이름을 새로 짓고, 리아 밴드의 DJ로 활동하는 한편, 음악 전문 학원 The Skool의 DJ 강사로 활동하였다. 이외에도 힙합 이외의 장르에서 음악 제작과 파티 진행을 맡았으며, 2012년 5월 들어 새로 조직된 크루 불한당의 창립 멤버가 되면서 오랜만에 힙합퍼로써의 모습을 선보였다. 2012년 12월에는 아날로그 소년 앨범에 디제잉으로 참여하였다.
대표곡: Summer in Water

## 디스코그래피

### 솔로
- 2005년 9월 15일 Funk Without Score
- 2006년 7월 20일 休日 믹스테입

### Rimshot
- 2009년 5월 12일 Spectrum Shot
- 2010년 5월 6일 After Love 싱글 앨범

## 이름
- The Z는 그가 주로 쓰는 예명으로 두더지를 닮았다고 DJ Skip이 붙여준 별명이다.[4]
- Knockburn Garcia는 그의 DJ 이름으로, 한량사 내에서 "이탈리아 풍의 예명 붙이기"가 유행할 때쯤, 자신이 녹번동에 산다는 것과 연결하여 지은 이름이다.[4]
- Veloce는 2011년 들어 그가 새로 지은 이름으로 "빠른 템포"라는 뜻이다.